# Agriotypus zhengi
Agriotypus zhengi är en stekelart som beskrevs av He och Chen 1991. Agriotypus zhengi ingår i släktet Agriotypus och familjen brokparasitsteklar. Inga underarter finns listade i Catalogue of Life.